# فرانكلين كلارنس مارس
فرانكلين كلارنس مارس (بالإنجليزية: Franklin Clarence Mars) هو شخصية أعمال ورائد أعمال أمريكي، ولد في 24 سبتمبر 1883 في هانكوك في الولايات المتحدة، وتوفي في 8 أبريل 1934 في بولاسكي في الولايات المتحدة.